# Александрова победа
Александрова победа је уље на платну из 1529. године немачког сликара Албрехта Алтдорфера, пионира пејзажа у сликарству и оснивача Дунавске школе. Слика приказује Битку код Иса 333. године п. н. е. у којој је Александар Велики осигурао одлучну победу над Даријем III од Персије и добио кључну моћ у својој кампањи против Персијског царства. Слика је широко сматрана Алтдорферовим ремекделом и један је од најпознатијих примера ренесансног пејзажног сликарства познатог као светски пејзаж, који овде достиже невиђену величину.
Војвода Виљем IV Баварски наручио је Александрову победу 1528. године, као део скупа историјских дела која је требало да висе у његовој минхенској резиденцији. Модерни коментатори указују на то да је слика, захваљујући обилној употреби анахронизма, имала за циљ да Александрову херојску победу код Иса упореди са савременим европским сукобом са Османским царством. Поготово, пораз Сулејмана Величанственог у опсади Беча могао је бити инспирација за Алтдорфера. Може се открити религијска подморска струја, посебно на необичном небу; ово је вероватно било инспирисано пророчанствима Данила и савременом забринутошћу у Цркви о предстојећој апокалипси. Александрова победа и још четири слике које су биле део Виљемовог почетног скупа налазе се у музеју уметности Стара пинакотека у Минхену.

## Тема
Александар III Македонски, познат као Александар Велики, био је антички грчки краљ Македоније који је владао од 336. године п. н. е. до своје смрти 323. године п. н. е. Широко се сматра једним од највећих војних тактичара и стратега у историји, и сматра се непораженим у биткама. Познат по свом војном вођству и харизми, увек је лично предводио своју војску и одлазио на фронтове борбе. Освајањем Персијског царства и уједињењем Грчке, Египта и Вавилона, он је створио највеће царство античког света и помогао у ширењу хеленизма широм Европе и Северне Африке.
Александар је на своју експедицију да освоји Персијско царство кренуо у пролеће 334. године п. н. е. смирујући зараћене грчке државе и учврстивши своју војну моћ. Током првих месеци македонског преласка у персијску Малу Азију, Дарије III — краљ Персије — углавном је игнорисао присуство Александрових 40 хиљада људи. Битка код Граника, која се догодила у мају, била је први покушај Персије да се супротстави окупаторима, али је битка завршила лаком Александровом победом. Током следеће године, Александар је узео већину западне и приморске Мале Азије присиљавајући сатрапе на капитулацију на свом путу. Наставио је копненим путем, путујући североисточно кроз Фригију пре него што се окренуо на југоисток према Киликији. Након што је у октобру прошао Килкиијске капије, Александар је освајање одложио због грознице у Тарсу. Дарије је у међувремену сакупио војску од 100.000 војника (неки древни извори наводе преувеличане бројке од преко 600.000 војника) и лично је усмерио преко источних падина планине Аманус. Почетком новембра, када је Александар наставио пут око залива Иса од Малуса преко Иса, две армије су се ненамерно мимоишле једна с другом на супротним странама планина. Ово је било одлучно за Даријеву предност: сада иза Александра, он је био у стању да спречи повлачење и блокира снабдевање које је Александар успоставио у Ису. Тек када се Алекандер настанио у Мириандрусу, луци на југоисточним обалама залива Искрендерун, сазнао је за персијски положај. Одмах се вратио својим путем до реке Пинарус, јужно од Иса, да би пронашао Даријеву војску која се окупила дуж северне обале. Уследила је Битка код Иса.
Даријев почетни одговор је био дефанзиван: одмах је оградио обалу реке са колцима да би спречио непријатељски прелаз. Основана је авангарда издајничких грчких плаћеника и персијске краљевске страже; као што је било уобичајено за персијске краљеве, Дарије се сместио у средиште ове авангарде, како би могао ефикасно слати наредбе било којем делу своје велике војске. Група персијске лаке пешадије ускоро је послата у подножје, јер се сумњало да ће Александар приступити здесна, далеко од обале. Маса коњице којом је командовао Набарсанес заузела је персијско десно.
Александар је направио опрезан и спор напредак, намеравајући да своју стратегију темељи на структури персијске силе. Он је водио бок своје коњаничке чете на десној страни, док је солунска коњица била упућена лево, као противник Набарсанесовој коњичкој јединици. Свестан важности подножја са десне стране, Александар је послао групу лаке пешадије, стреличара и коњице да истисну одбрану коју је Дарије тамо имао. Подузеће је било успешно — Персијанци који нису убијени били су приморани да траже уточиште више у планинама.
Када је био у домету непријатеља, Александар је дао наредбу. Он је предводио напад његове тешко наоружане коњаничке јединице, која је брзо направила дубоке посекотине у персијском левом боку. Македонско лево крило, којим је командовао Парменион, у међувремену је протерано назад од стране Набарсанесове велике коњице. Централна фаланга Македонаца прешла је реку и сукобила се са одметнутим грчким плаћеницима који су били испред Даријеве авангарде. Док се коњаничка јединица гурала даље у персијску левицу, појавила се опасност да ће Дарије искористити јаз који је настао између Александра и остатка његове војске. Када је био сигуран да је лево крило осакаћено и да више није претња, Александар је поправио ситуацију померајући коњицу да нападне персијски центар у боку. Неспособна да поднесе додатни притисак, персијска авангарда била је приморана да се повуче са обале реке, дозвољавајући македонској фаланги да настави свој напредак и подигне притисак на Парменионово лево крило.
Схвативши да је напад Александарове коњице био незаустављив, Дарије и његова војска су побегли. Многи су убијени у журби, гажени од стране оних који су побегли с њима или су се срушили са својим коњима. Неки су побегли у тако удаљена подручја као што су Египат, а други су се поново ујединили са Даријем на северу. Почетак мрака завршио је потеру након отприлике 20 km; затим се Александар присетио своје војске и почео сахрањивати мртве. Даријева породица остала је у персијском логору; објављено је да их је Александар добро третирао и уверио их у Даријеву сигурност. Даријева краљевска кочија нађена је одбачена у јарку, као и његов лук и штит.
Древни извори су приказивали различите бројке жртава у Бици код Иса. Плутарх и Диодор са Сицилије проценили су приближно 100.000 персијских смрти, за разлику од 450 македонских смртних случајева које је пријавио Квинт Курције Руф. У сваком случају, вероватно је да је убијено више Персијанаца док су бежали него у бици, Птолемеј I, који је служио Александру током битке, приповеда како су Македонци прешли преко кланца на телима својих непријатеља током потере.
Македонско освајање Персије трајало је до 330. године п. н. е. када је Дарије убијен и Александар је освојио титулу краља. Александар је умро 323. године п. н. е. недуго након што се се вратио из кампање на индијском потконтиненту. Узрок смрти остаје предмет дебате.

## Историја

### Ранији радови
Албрехт Алтдорфер се сматра једним од оснивача западне пејзажне уметности. Био је сликар, архитекта и гравер, као и вођа Дунавске школе немачке уметности. Као што показују слике попут Свети Ђорђе и аждаја (1510) и Алегорија (1531), велики део Алтдорферових радова карактерише везаност за изваљене пејзаже који замрачују фигуре унутар њих; Александрова победа сажима овај аспект његовог стила. Посебно у односу на слику Свети Ђорђе и аждаја, историчар Марк В. Роскил напомиње да „се игра са помоћним материјалом пејзажа [у Алтдорферовом делу] и орнаментално разрађује тако да одзвања у смислу одвојеног и негостољубивог окружења”. Инспирисан својим путовањима око Аустријских Алпа и реке Дунав, Алтдорфер је сликао низ пејзажа који уопште не садрже фигуре, укључујући Пејзаж са пешачким мостом (око 1516) и Дунавски пејзаж у близини Регенсбурга (око 1522-25). То су били први „чисти” пејзажи још од антике. Већина Алтдорферових пејзажа направљена је у вертикалном формату, за разлику од модерне концепције жанра. Хоризонтални пејзаж био је иновација Алтдорферовог фламанског савременика Јоакима Патинира и његових следбеника.
Алтдорфер је такође створио много религиозних уметничких дела, као одраз његовог побожног католицизма. Његове најчешће теме су Богородица и Христов живот и страдање. Као и Александрова победа, ове слике често приказују велика величанства и користе небо да пренесу симболичко значење. Ово значење није једнако у Алтдорферовој збирци — на пример, визија залазећег сунца означава губитак и трагедију на слици Себастијански олтар, Христ на Маслинској гори, али служи као симбол моћи и славе у Александровој победи.
Лари Силвер из часописа The Art Bulletin објашњава да је Александрова победа слична, а истовремено и у директном контрасту са Алтдорферовим претходним радом: „Уместо мирног крајолика склоништа за хришћанске догађаје или свете личности, ово платно нуди једну од главних епохалних сусрета древне историје... Ипак, упркос својим глобалним или космичким димензијама, Александрова победа и даље изгледа као Алтдорферове раније, контемплативне лиминалне пејзаже склоништа, заједно са стеновитим врховима, воденим телима и удаљеним дворцима.”
Иако је Александрова победа нетипична за Алтдорфера у својој величини и по томе што приказује рат, његова Тријумфална процесија — илуминирани рукопис из 1512-16 по наруџбини Максимилијана I, цара Светог римског царства — описана је као концептуални претходник. Процесија је створена паралелно са Тријумфом Максимилијана, серијом од 137 дрвореза које су заједно направили Алтдорфер, Ханс Спрингинкли, Албрехт Дирер, Леонард Бек и Ханс Шојфелин.

### Утицаји
Најзначајнији савремени утицај на Алтдорфера био је Матијас Гриневалд. Историчар уметности Хорст В. Јансон је приметио да њихове слике „показују исту 'непослушну' машту”. Елементи Александрове победе - посебно небо - упоређени су са Гриневалдовим делом Девица Марија са дететом, што чини део његовог ремекдела, Исенхајмски олтар. Лука Кранах Старији, такође повезан са Дунавском школом, био је још један важан утицај на Алтдорфера. Према Роскилу, радови Кранаха од око 1500. године „дају значајну улогу у поставкама пејзажа, користећи их као позадине за повећање портрета, као и за слике пустињака и светаца визионара”, и изгледа да играју „припремну улогу” за почетак чистог пејзажа. Алтдорфер дугује велики део свог стила, посебно у свом религиозном делу, Албрехту Диреру; Лари Силвер пише да је Алтдорферова „употреба уверљивих немачких крајолика у комбинацији с небеским феноменима за његову религијску нарацију” чврсто везана за традицију „коју је моделовао Албрехт Дирер”.
Виљем IV, војвода Баварски, наручио је Александрову победу 1528. године. Алтдорфер је тада имао око 50 година и живео је у Слободном царском граду Регензбургу. Као резултат више од једне деценије учешћа у Градском већу Регензбурга, Алтдорферу је 18. септембра 1528. године понуђен положај бургомастера. Одбио је тај положај, а анали савета су извештавали о његовом размишљању: „Он много жели да изврши посебан посао у Баварској за наше величанство и милостивог господара, војводу [Виљема]”. Виљем је вероватно желео слику за свој новоизграђени летњи лустхаус (Lusthaus - „кућа за уживање”) у приземљу његове палате у Минхену, око 97 km јужно од Регензбурга. Тамо је требало да виси поред седам других слика сличног формата и предмета, укључујући и дела Лудвига Рефингера Opfertod des Marcus Curtius („Мучеништво Марка Курција”), Мелчиора Феселена Belagerung der Stadt Alesia („Опсада града Алезије”) и слику Ханса Бургкмајра Niederlage der Römer bei Cannae („Пораз Римљана код Кане”).. Још осам, од којих је свака приказивала славну жену из историје, касније су додати сету, вероватно по налогу војводине супруге Јакобеје од Бадена. Међу њима је била и Алтдорферова слика Susanna und die beiden Alten („Сузана и старци”).

### Ранији прикази битке
Ранији прикази Битке код Иса су малобројни. Битка на Ису, фреска Филоксена Еретријског, вероватно је прва таква. Осликана је негде око 310. године п. н. е. за Касандра, краља Македоније, који је био један од наследника Александра Великог. Алекандар и Дарије — сваки на удаљености дужине копља од другог копља — приказани су међу дивљим сукобима војника подигнутих и оборених. Док Алекандар одржава ауру непоколебљивог самопоуздања, страх је урезан у Даријево лице, а његов возач већ се окренуо да обузда коње и побегне. Римски аутор и природњачки филозоф Плиније Старији тврдио је да Филоксенов приказ битке није био „инфериорнији ни према коме”. Неки савремени критичари тврде да Битка код Иса можда није била дело Филоксена, већ Хелене Египатске. Једна од малобројних именованих сликарки, које су можда радиле у старој Грчкој, била је позната по томе што је направила слику Битке код Иса која је висила у Храму мира за време Веспазијана.
Мозаик Александар, подни мозаик из око 100. године п. н. е. верује се да је „разумно верна” копија Битке за Иса, иако алтернативни поглед држи да би уместо тога могао бити копија дела које је осликао Апел од Коса, који је произвео неколико портрета Александра Великог. Мери 5,82 m × 3,13 m, а састоји се од приближно 1,5 милиона обојених плочица, свака величине око 3 mm². Мозаичар је непознат. Пошто мозаик није поново откривен све до 1831. године, током ископавања помпејске Куће Фауне, Алтдорфер то никада није могао видети. Касније је пресељен у Национални археолошки музеј у Напуљу, у Италији, где се тренутно налази.

## Сликање

#### Опис
Александрова победа насликана је на плочи од липовог дрвета димензија 158,4 cm x 120,3 cm, а представља тренутак победе Александра Великог у Бици код Иса. Вертикални формат је диктиран простором у просторији за коју је слика наручена — сваки део Виљемовог сета од осам дела направљен је да буде исте величине. Непознатог датума, плоча је исечена са свих страна, посебно на врху, тако да је небо првобитно било веће и месец даље од угла сцене. Сцена је приказана са немогуће тачке гледишта — у почетку само стопу од сукоба, перспектива се постепено уздиже да обухвати мора и континенте у позадини и на крају закривљеност саме Земље.
На хиљаде коња и пешака уроњених у море копља насељавају предњи план. Ове две војске се разликују по својој одећи: док су Александарови људи себе и своје коње прекривали пуним оделом тешког оклопа, многи Даријеви људи носе турбане и возе се голи. Тела многих погинулих бораца леже под ногама. Предњи део македонских ратника у центру гура непријатељске снаге, које беже с бојишта на крајње лево. Персијски краљ се придружује својој војсци на својим колима од три коња, а уско га прогони Александар и његова униформно обучена коњаничка пратња. Трактат војника се наставља низ благо нагнуто бојно поље до кампа и градског пејзажа уз воду, гравитирајући према планинском успону у средишту сцене.
Около су Средоземно море и острво Кипар. Овде се прави прелаз у нијанси, од смеђих боја које преовлађују у доњој половини слике до водених таласа који засићују горњу половину. Река Нил меандрира на далекој удаљености, испуштајући својих седам кракова у Медитеран у делти Нила. Јужно од Кипра налази се Синајско полуострво, које представља копнени мост између Африке и југозападне Азије. Црвено море лежи иза и на крају се спаја — као и планински венци лево и десно — са закривљеним хоризонтом.
Жестоко небо ухваћено у дихотомији између залазећег сунца и полумјесеца доминира на више од трећини слике. Кишни облаци који злокобно круже око сваког небеског ентитета раздвојени су заливом смирености, појачавајући контраст и уносећи небесима неземаљски сјај. Светлост са неба се прелива на пејзаж: док су западни континент и Нил окупани сунчевом светлошћу, исток и Вавилонска кула су заклоњени у сенку.
Тема слике је објашњена на таблици обешеној са небеса. Текст који је вероватно доставио Виљемов историчар суда Јоханес Авентинус, првобитно је био на немачком језику, али је касније замењен латинским натписом. Превод гласи:
Александар Велики, победивши последњег Дарија, након што је 100.000 пешадинаца и више од 10.000 коњаника убијено међу редовима Персијанаца. Док је краљ Дарије био у могућности да побегне са не више од 1.000 коњаника, његова мајка, жена и деца су заробљени.
Није дат датум за борбу поред ових података о жртвама. У доњем левом углу приказан је Алтдорферов монограм - слово „А” у другом слову „А” - а доња ивица таблице је исписана са „ALBRECHT ALTORFER ZU REGENSPVRG FECIT” („Албрехт Алтдорфер из Регензбурга направио је ово”). Мали натписи на њиховим колима и запрегама идентификују Дарија и Александра. Свака војска носи заставу која говори о својој укупној снази и њеним будућим жртвама.

## Галерија
- Детаљ који приказује Александрове витезове који јашу ка истоку
- Детаљ полумесеца
- Детаљ Вавилонске куле
- Детаљ натписа